# Traité de paix

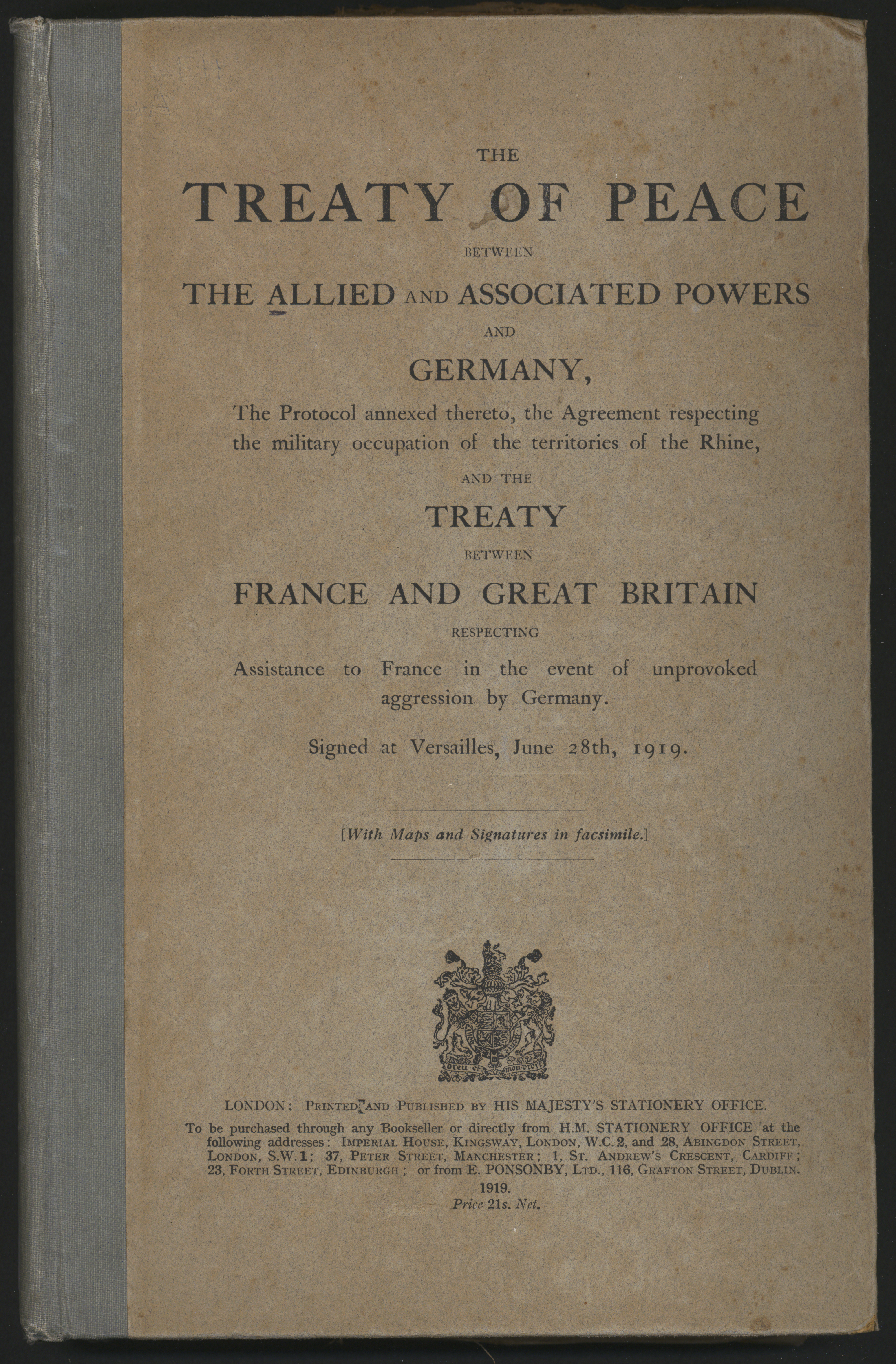
Traité de Versailles (version anglaise), signé en 1919 et ayant mis fin à la Première Guerre mondiale.

Un traité de paix est un traité proclamant la fin d'une guerre et contenant souvent des contreparties réciproques pour les anciens belligérants. Il est à différencier d'un armistice qui est un accord concernant seulement l'arrêt des combats et d'un cessez-le-feu, temporaire ou d'une capitulation qui est généralement inconditionnelle pour l'État vaincu. Il se conclut toujours avec une clause d'amnistie générale et réciproque interdisant de soulever de nouveaux griefs, même inconnus, relatifs au conflit qu'il entend achever.

## Éléments d'un traité de paix
Le contenu d'un traité de paix dépend généralement de la nature du conflit terminé. Ceux-ci peuvent être :
- Une décision définitive sur le casus belli ;
- La désignation formelle des frontières ;
- Le processus de règlement des différends futurs ;
- L'accès et la répartition des ressources d'un territoire ;
- La reconnaissance du droit international et le statut des réfugiés ;
- La ré-application des traités existants et le retour au statu quo ante bellum.;
- L'amnistie générale et réciproque.

Les traités sont souvent ratifiés dans des territoires réputés neutres du conflit précédent et les délégués actent en tant que témoins aux signataires.
Il existe aussi des traités de paix séparée.
Dans les temps modernes, certaines situations de conflit insoluble peuvent d'abord être amenées à un cessez-le-feu et sont ensuite traitées par un processus de paix, où un certain nombre d'étapes distinctes sont prises de chaque côté pour finalement atteindre le but désiré mutuellement de paix et la signature d'un traité.
La Société des Nations (SDN) entre 1919 et 1939 ainsi que l'Organisation des Nations unies (ONU) depuis 1945, jouent un rôle important dans la prévention des guerres et dans la formulation des traités de paix entre États.